# 当座煮
当座煮（とうざに）は日本の煮物料理。醤油、味醂、酒を使って濃いめの味付けにした煮物である。
名称は「当分の間（当座の間）は日持ちする」ことから来ている。
一般的な煮物はダシと水で煮られるが、それでは腐敗が早くなる。そのため当座煮ではダシ汁の代わりに酒を用いる。
作り方
1. 食材を切る。必要に応じて食材を炒める。
2. 酒、醤油、味醂で食材を煮詰める。水分を飛ばすことが肝要。